# Estnische Badmintonmeisterschaft 1979
Die Estnische Badmintonmeisterschaft 1979 fand im April 1979 in Tallinn statt. Es war die 15. Austragung der Titelkämpfe.

## Medaillengewinner
| Disziplin    | Gold                                      | Silber                                               | Bronze                                             |
| ------------ | ----------------------------------------- | ---------------------------------------------------- | -------------------------------------------------- |
| Herreneinzel | Aleksander Adojaan, Tartu                 | Mart Siliksaar, Tartu raj                            | Peeter Ärmpalu, Tallinn                            |
| Dameneinzel  | Mare Reinberg, Tallinn                    | Marina Rajevskaja, Tallinn                           | Katrin Paeväli, Tartu                              |
| Herrendoppel | Jüri Tarto Peeter Ärmpalu, Saku / Tallinn | Aleksander Adojaan Mart Siliksaar, Tartu / Tartu raj | Alfred Kivisaar Toivo Raudver, Tallinn / Tartu raj |
| Damendoppel  | Marina Rajevskaja Mare Reinberg, Tallinn  | Ann Avarlaid Katrin Paeväli, Tartu raj / Tartu       | Tiina Nuuter Skaidrite Nurges, Tallinn             |
| Mixed        | Alfred Kivisaar Mare Reinberg, Tallinn    | Toivo Raudver Katrin Paeväli, Tartu raj / Tartu      | Peeter Ärmpalu Marina Rajevskaja, Tallinn          |